# STS-87
STS-87 byla čtyřiadvacátá mise raketoplánu Columbia. Celkem se jednalo o 87. misi raketoplánu do vesmíru.

## Posádka
- Kevin R. Kregel (3) velitel
- Steven W. Lindsey (1) pilot
- Winston E. Scott (2) letový specialista 1
- Kalpana Chawlaová (1) letový specialista 2
- Takao Doi (1) letový specialista 2
- Leonid Kadeňuk (1) specialista pro užitečné zatížení, Státní kosmická agentura Ukrajiny

V závorkách je uvedený dosavadní počet letů do vesmíru včetně této mise.